# Razija Mujanovićová
Razija Mujanovićová (* 15. dubna 1967 Čelić) je bývalá bosenská basketbalistka, která reprezentovala Jugoslávii i samostatnou Bosnu a Hercegovinu. Měří 202 cm a nastupovala především na pozici pivotky. S jugoslávskou reprezentací získala stříbrnou olympijskou medaili na hrách v Soulu roku 1988. Má též stříbro z mistrovství světa v roce 1990 a dvě stříbrné medaile z evropského šampionátu (1987, 1991). S bosenskou reprezentací vyhrála Středomořské hry v roce 1993. Hned čtyřikrát zvedla nad hlavu pohár pro vítěze Euroligy (Poháru mistrů), nejprestižnější evropské klubové soutěže. Poprvé v sezóně 1988–89 v dresu bosenského klubu Jedinstvo Tuzla, podruhé se španělskou Godellou (1991–92) a dvakrát triumfovala jako hráčka italského Comense (1993–94, 1994–95). Jednu sezónu (1998) strávila i v zámoří, v americké WNBA, v týmu Detroit Shock, odehrála zde 30 utkání. Kariéru ukončila roku 2008. V anketě Euroscar italského deníku La Gazzetta dello Sport byla třikrát vyhlášena nejlepší basketbalistkou Evropy (1991, 1994, 1995). Roku 2017 byla uvedena do Síně slávy Mezinárodní basketbalové federace. Roku 2023 byl o ní natočen dokumentární film Velika Raza, který měl premiéru Sarajevském filmovém festivalu. V Sarajevu provozuje basketbalovou školu Pressing.